# Непокипний Петро
Непокипний Петро (Детройт) — майстер діатонічного налаштування бандури харківського зразка. Учасник Празької Капели Бандуристів.

## Біографія
Народжений в Україні. Виробляв бандури в Празі для кобзарської школи Василя Ємця та для учасників Празької капели бандуристів.